# FA Cup de 2008–09
A FA Cup - 2008/2009 foi a 128ª edição da mais antiga competição do mundo do futebol; a Football Association Challenge Cup, FA Cup. Um recorde de 762 clubes foram aceitos pela competição; um clube, South Normanton Athletic; desistiu antes do calendário ser anunciado, deixando 761 clubes no sorteio. Dois outros clubes, Brierley Hill & Withymoor e Stapenhill, desistiram após os sorteios, para as rodadas iniciais, dando aos oponentes um walkover.
A competição começou em 16 de agosto de 2008 com o Rodada Preliminar Extra e concluiu em 30 de maio de 2009 com a final, que aconteceu no Estádio de Wembley. Como o campeão Chelsea já tinha se classificado para a Liga dos Campeões da UEFA de 2009-10 por terminar em terceiro na Premier League 2008-09, os vice-campeões Everton se classificaram para a playoff da Liga Europa da UEFA 2009-10. Como o Everton se classificou para a Liga Europa ao terminar em quinto na Premier League, essa vaga foi dada ao sexto colocado, cuja vaga (que estava livre pois o Manchester United, vencedor da Copa da Liga Inglesa de 2009-10 se classificaram para Liga dos Campeões como vencedor da Premier League), a vaga foi dada para o time em sétimo da liga.
Nesta edição da competição viu o começo de um novo contrato de televisão para o torneio, com a ITV e a Setanta Sports assumindo os direitos nacionais da BBC e Sky Sports.

## Calendário
| Fase                          | Data principal                          | Número de partidas | Clubes    | Clubes novos nessa fase | Prêmio                                      | Jogador da rodada                |
| ----------------------------- | --------------------------------------- | ------------------ | --------- | ----------------------- | ------------------------------------------- | -------------------------------- |
| Fase Extra Preliminar         | 16 de agosto de 2008                    | 203                | 761 → 558 | 406: 356º–761º          | £750                                        | n/a                              |
| Fase Preliminar               | 30 de agosto de 2008                    | 166                | 558 → 392 | 129: 227º–355º          | £1,500                                      | n/a                              |
| Primeira Fase Classificatória | 13 de setembro de 2008                  | 116                | 392 → 276 | 66: 161º–226º           | £3,000                                      | Derren Ibrahim (Dartford)        |
| Segunda Fase Classificatória  | 27 de setembro de 2008                  | 80                 | 276 → 196 | 44: 117º–160º           | £4,500                                      | Dean Lodge (Kingstonian)         |
| Terceira Fase Classificatória | 11 de outubro de 2008                   | 40                 | 196 → 156 | nenhum                  | £7,500                                      | Craig Davis (AFC Totton)         |
| Quarta Fase Classificatória   | 25 de outubro de 2008                   | 32                 | 156 → 124 | 24: 93º–116º            | £12,500                                     | Sam Hatton (AFC Wimbledon)       |
| Primeira Fase                 | 8 de novembro de 2008                   | 40                 | 124 → 84  | 48: 45º–92º             | £20,000                                     | Jon Adams (AFC Telford United)   |
| Segunda Fase                  | 29 de novembro de 2008                  | 20                 | 84 → 64   | nenhum                  | £30,000                                     | Lindon Meikle (Eastwood Town)    |
| Terceira Fase                 | 3 de janeiro de 2009                    | 32                 | 64 → 32   | 44: 1º–44º              | £75,000                                     | Nathan Tyson (Nottingham Forest) |
| Quarta Fase                   | 24 de janeiro de 2009                   | 16                 | 32 → 16   | nenhum                  | £100,000                                    | Scott Parker (West Ham United)   |
| Quinta Fase                   | 14 de fevereiro de 2009                 | 8                  | 16 → 8    | nenhum                  | £200,000                                    | Mikel Arteta (Everton)           |
| Quartas de finais             | 7 de março de 2009                      | 4                  | 8 → 4     | nenhum                  | £400,000                                    | Robin van Persie (Arsenal)       |
| Semi-Finais                   | 18 de abril de 2009 19 de abril de 2009 | 2                  | 4 → 2     | nenhum                  | Vencedores: £1,000,000 Perdedores: £500,000 | Phil Jagielka (Everton)          |
| Final                         | 30 de maio de 2009                      | 1                  | 2 → 1     | nenhum                  | Vencedor: £2,000,000 Perdedor: £1,000,000   |                                  |

## Primeira fase
Todos os 24 times da Football League One e 24 da Football League Two entraram nessa fase, junto com os vencedores da fase anterior, a quarta fase classificatória. Os 32 vencedores vieram dos seguintes níveis:
- 14 times do nível 5 (Conference National)
- 8 times do nível 6: 5 da Conference North, 4 da Conference South
- 6 times do nível 7: 1 da Northern Premier League, 2 da Southern Football League, 3 da Isthmian League
- 2 times do nível 8: Curzon Ashton da NPL North e Bury Town da Southern League Midland
- 1 time do nível 9: Leiston da Eastern Counties Football League Premier Division.

O sorteio da Primeira Fase ocorreu no dia 26 de outubro de 2008. As partidas aconteceram entre os dias 7 e 9 de novembro.
| Número     | Casa                   | Placar | Visitante              | Público |
| ---------- | ---------------------- | ------ | ---------------------- | ------- |
| 1          | Colchester United      | 0 – 1  | Leyton Orient          | 4,600   |
| 2          | Havant & Waterlooville | 1 – 3  | Brentford              | 1,631   |
| 3          | Blyth Spartans         | 3 – 1  | Shrewsbury Town        | 2,742   |
| 4          | Sutton United          | 0 – 1  | Notts County           | 2,041   |
| 5          | Torquay United         | 2 – 0  | Evesham United         | 2,275   |
| 6          | Oxford United          | 0 – 0  | Dorchester Town        | 3,196   |
| desempate  | Dorchester Town        | 1 – 3† | Oxford United          | 1,474   |
| 7          | Bury                   | 0 – 1  | Gillingham             | 2,161   |
| 8          | AFC Wimbledon          | 1 – 4  | Wycombe Wanderers      | 4,528   |
| 9          | Chester City           | 0 – 3  | Millwall               | 1,932   |
| 10         | Carlisle United        | 1 – 1  | Grays Athletic         | 3,921   |
| desempate‡ | Grays Athletic         | 0 – 2  | Carlisle United        | 1,217   |
| 11         | Team Bath              | 0 – 1  | Forest Green Rovers    | 906     |
| 12         | Eastbourne Borough     | 0 – 0  | Barrow                 | 1,216   |
| desempate  | Barrow                 | 4 – 0  | Eastbourne Borough     | 2,131   |
| 13         | AFC Hornchurch         | 0 – 1  | Peterborough United    | 3,000   |
| 14         | Yeovil Town            | 1 – 1  | Stockport County       | 3,582   |
| desempate  | Stockport County       | 5 – 0  | Yeovil Town            | 3,260   |
| 15         | Leiston                | 0 – 0  | Fleetwood Town         | 1,250   |
| desempate  | Fleetwood Town         | 2 – 0  | Leiston                | 2,010   |
| 16         | Accrington Stanley     | 0 – 0  | Tranmere Rovers        | 2,126   |
| desempate  | Tranmere Rovers        | 1 – 0  | Accrington Stanley     | 2,560   |
| 17         | Walsall                | 1 – 3  | Scunthorpe United      | 2,318   |
| 18         | AFC Bournemouth        | 1 – 0  | Bristol Rovers         | 3,935   |
| 19         | Brighton & Hove Albion | 3 – 3  | Hartlepool United      | 2,545   |
| desempate  | Hartlepool United      | 2 – 1  | Brighton & Hove Albion | 3,288   |
| 20         | Aldershot Town         | 1 – 1  | Rotherham United       | 2,632   |
| desempate  | Rotherham United       | 0 – 3] | Aldershot Town         | 2,431   |

| Número                                 | Casa                   | Placar  | Visitante            | Público |
| -------------------------------------- | ---------------------- | ------- | -------------------- | ------- |
| 21                                     | Morecambe              | 2 – 1]  | Grimsby Town         | 1,713   |
| 22                                     | Huddersfield Town      | 3 – 4]  | Port Vale            | 6,942   |
| 23                                     | Alfreton Town          | 4 – 2]  | Bury Town            | 1,060   |
| 24                                     | Kidderminster Harriers | 1 – 0]  | Cambridge United     | 1,717   |
| 25                                     | Leicester City         | 3 – 0]  | Stevenage Borough    | 7,586   |
| 26                                     | Milton Keynes Dons     | 1 – 2]  | Bradford City        | 5,542   |
| 27                                     | Darlington             | 0 – 0]  | Droylsden            | 2,479   |
| desempate                              | Droylsden              | 1 – 0]  | Darlington           | 1,672   |
| 28                                     | Chesterfield           | 3 – 1]  | Mansfield Town       | 6,612   |
| 29                                     | AFC Telford United     | 2 – 2]  | Southend United      | 3,631   |
| desempate                              | Southend United        | 2 – 0]  | AFC Telford United   | 4,415   |
| 30                                     | Curzon Ashton          | 3 – 2]  | Exeter City          | 1,259   |
| 31                                     | Histon                 | 1 – 0]  | Swindon Town         | 1,541   |
| 32                                     | Kettering Town         | 1 – 1]  | Lincoln City         | 3,314   |
| desempate                              | Lincoln City           | 1 – 2]  | Kettering Town       | 3,953   |
| 33                                     | Barnet                 | 1 – 1]  | Rochdale             | 1,782   |
| desempate                              | Rochdale               | 3 – 2]† | Barnet               | 2,339   |
| 34                                     | Hereford United        | 0 – 0]  | Dagenham & Redbridge | 1,825   |
| desempate                              | Dagenham & Redbridge   | 2 – 1]  | Hereford United      | 1,409   |
| 35                                     | Cheltenham Town        | 2 – 2]  | Oldham Athletic      | 2,585   |
| desempate                              | Oldham Athletic        | 0 – 1]  | Cheltenham Town      | 2,552   |
| 36                                     | Luton Town             | 0 – 0]  | Altrincham           | 3,200   |
| desempate                              | Altrincham             | 0 – 0]  | Luton Town           | 2,397   |
| Luton Town venceu por 4–2 nos pênaltis |                        |         |                      |         |
| 37                                     | Crewe Alexandra        | 1 – 0]  | Ebbsfleet United     | 2,593   |
| 38                                     | Eastwood Town          | 2 – 1]  | Brackley Town        | 960     |
| 39                                     | Leeds United           | 1 – 1]  | Northampton Town     | 9,531   |
| desempate                              | Northampton Town       | 2 – 5]  | Leeds United         | 3,960   |
| 40                                     | Harlow Town            | 0 – 2]  | Macclesfield Town    | 2,149   |

† – Após a prorrogação
‡ – O jogo desempate do Grays contra Carlisle foi abandonado no primeiro tempo após 20 minutos por causa de uma falha de iluminação quando o Grays vencia por 1-0.
Blyth Spartans, Droylsden e Histon venceram times de dois níveis acima. Kettering Town foi o quarto time de fora da liga a vencer um clube da liga. Curzon Ashton foi o único clube a vencer um time de quatro níveis acima, o Exeter City

## Segunda fase
O sorteio da Segunda Fase ocorreu no dia 9 de novembro em 2008 e envolveu os 40 times vencedores da Primeira Fase. Estes eram dos seguintes níveis:
- 13 times do nível 3 (Football League One)
- 14 times do nível 4 (Football League Two)
- 7 times do nível 5 (Conference National)
- 4 times do nível 6 (todos da Conference North)
- 1 time do nível 7 (Eastwood Town da Northern Premier League)
- 1 time do nível 8 (Curzon Ashton da NPL North)

O sorteio foi conduzido por Lawrie Sanchez e Ray Parlour. As partidas na Segunda Fase aconteceramm no final de semana de 29 de novembro de 2008, com exceção da partida entre Crewe Alexandra e Carlisle United, que ocorreu no dia 2 de dezembro, devido ao abandono do primeiro jogo entre Carlisle United e Grays Athletic
| Número                                                                   | Casa                   | Placar  | Visitante            | Público |
| ------------------------------------------------------------------------ | ---------------------- | ------- | -------------------- | ------- |
| 1‡                                                                       | Chesterfield           | 2 – 2]  | Droylsden            | 5,698   |
| desempate‡                                                               | Droylsden              | 2 – 1]  | Chesterfield         | 2,824   |
| Droylsden eliminador por usar um jogador inelegível; Chesterfield avança |                        |         |                      |         |
| 2                                                                        | Peterborough United    | 0 – 0]  | Tranmere Rovers      | 5,980   |
| desempate                                                                | Tranmere Rovers        | 1 – 2]† | Peterborough United  | 3,139   |
| 3                                                                        | Eastwood Town          | 2 – 0]  | Wycombe Wanderers    | 1,955   |
| 4                                                                        | Notts County           | 1 – 1]  | Kettering Town       | 4,451   |
| desempate                                                                | Kettering Town         | 2 – 1]  | Notts County         | 3,019   |
| 5                                                                        | Leicester City         | 3 – 2]  | Dagenham & Redbridge | 7,791   |
| 6                                                                        | Barrow                 | 2 – 1]  | Brentford            | 3,532   |
| 7                                                                        | Bradford City          | 1 – 2]  | Leyton Orient        | 5,065   |
| 8                                                                        | Southend United        | 3 – 1]  | Luton Town           | 4,111   |
| 9                                                                        | Forest Green Rovers    | 2 – 0]  | Rochdale             | 1,715   |
| 10                                                                       | Histon                 | 1 – 0]  | Leeds United         | 4,103   |
| 11                                                                       | Scunthorpe United      | 4 – 0]  | Alfreton Town        | 4,249   |
| 12                                                                       | Torquay United         | 2 – 0]  | Oxford United        | 2,647   |
| 13                                                                       | Fleetwood Town         | 2 – 3]  | Hartlepool United    | 3,280   |
| 14                                                                       | Morecambe              | 2 – 3]  | Cheltenham Town      | 1,758   |
| 15                                                                       | Gillingham             | 0 – 0]  | Stockport County     | 4,419   |
| desempate                                                                | Stockport County       | 1 – 2]  | Gillingham           | 3,329   |
| 16                                                                       | Millwall               | 3 – 0]  | Aldershot Town       | 6,159   |
| 17                                                                       | Carlisle United        | 0 – 2]  | Crewe Alexandra      | 2,755   |
| 18                                                                       | AFC Bournemouth        | 0 – 0]  | Blyth Spartans       | 4,165   |
| desempate                                                                | Blyth Spartans         | 1 – 0]  | AFC Bournemouth      | 4,040   |
| 19                                                                       | Kidderminster Harriers | 2 – 0]  | Curzon Ashton        | 2,070   |
| 20                                                                       | Port Vale              | 1 – 3]  | Macclesfield Town    | 4,684   |

† – Após a prorrogação
‡ – A visita de Droylsden à Chesterfield foi abandonada no meio tempo devido a neblina. O primeiro jogo desempate, duas semanas depois, foi então abandonado após 70 minutos devido a falha na iluminação.
6 times que não são pelo menos da Football League: Leeds United perdeu para Histon, enquanto clubes da League Two perderam para Eastwood Town, Blyth Spartans, Barrow, Forest Green Rovers e Kettering Town.

## Terceira fase
O sorteio da Terceira Fase ocorreu no dia 30 de novembro de 2008. O sorteio foi feito por Sir Trevor Brooking e Ray Clemence na Soho Square. Os 20 times da Premier League e os 24 da Football League Championship entraram nesta fase, junto com os 20 vencedores da Segunda Fase. Os 20 times vieram dos segiuntes níveis:
- 9 times do nível 3 (Football League One)
- 3 times do nível 4 (Football League Two)
- 6 times do nível 5 (Conference National)
- 1 time do nível 6 (Blyth Spartans da Conference North)
- 1 time do nível 7 (Eastwood Town da Premier Division da Northern Premier League)

As partidas foram realizadas entre 2 de janeiro e 5 de janeiro de 2009, com exceção dos empates entre Birmingham City e Wolverhampton Wanderers, Histon e Swansea City, Cheltenham Town e Doncaster Rovers, e Leyton Orient e Sheffield United, que foram adiadas para 13 de janeiro de 2009.
| Número    | Casa                 | Placar  | Visitante               | Público |
| --------- | -------------------- | ------- | ----------------------- | ------- |
| 1         | Portsmouth           | 0 – 0]  | Bristol City            | 14,446  |
| desempate | Bristol City         | 0 – 2]  | Portsmouth              | 14,302  |
| 2         | Sheffield Wednesday  | 1 – 2]  | Fulham                  | 18,377  |
| 3         | Preston North End    | 0 – 2]  | Liverpool               | 23,046  |
| 4         | Birmingham City      | 0 – 2]  | Wolverhampton Wanderers | 22,232  |
| 5         | West Ham United      | 3 – 0]  | Barnsley                | 28,869  |
| 6         | Middlesbrough        | 2 – 1]  | Barrow                  | 25,132  |
| 7         | Hull City            | 0 – 0]  | Newcastle United        | 20,557  |
| desempate | Newcastle United     | 0 – 1]  | Hull City               | 31,380  |
| 8         | Hartlepool United    | 2 – 0]  | Stoke City              | 5,367   |
| 9         | Chelsea              | 1 – 1]  | Southend United         | 41,090  |
| desempate | Southend United      | 1 – 4]  | Chelsea                 | 11,314  |
| 10        | Manchester City      | 0 – 3]  | Nottingham Forest       | 31,869  |
| 11        | Cardiff City         | 2 – 0]  | Reading                 | 12,448  |
| 12        | Ipswich Town         | 3 – 0]  | Chesterfield            | 12,524  |
| 13        | Charlton Athletic    | 1 – 1]  | Norwich City            | 12,615  |
| desempate | Norwich City         | 0 – 1]  | Charlton Athletic       | 13,997  |
| 14        | West Bromwich Albion | 1 – 1]  | Peterborough United     | 18,659  |
| desempate | Peterborough United  | 0 – 2]  | West Bromwich Albion    | 10,735  |
| 15        | Torquay United       | 1 – 0]  | Blackpool               | 3,654   |
| 16        | Leyton Orient        | 1 – 4]  | Sheffield United        | 4,527   |
| 17        | Southampton          | 0 – 3]  | Manchester United       | 31,901  |
| 18        | Millwall             | 2 – 2]  | Crewe Alexandra         | 5,754   |
| desempate | Crewe Alexandra      | 2 – 3]  | Millwall                | 3,060   |
| 19        | Histon               | 1 – 2]  | Swansea City            | 2,821   |
| 20        | Forest Green Rovers  | 3 – 4]  | Derby County            | 4,836   |
| 21        | Queens Park Rangers  | 0 – 0]  | Burnley                 | 8,896   |
| desempate | Burnley              | 2 – 1]† | Queens Park Rangers     | 3,760   |
| 22        | Leicester City       | 0 – 0]  | Crystal Palace          | 15,976  |
| desempate | Crystal Palace       | 2 – 1]  | Leicester City          | 6,023   |
| 23        | Tottenham Hotspur    | 3 – 1]  | Wigan Athletic          | 34,040  |
| 24        | Cheltenham Town      | 0 – 0]  | Doncaster Rovers        | 4,417   |
| desempate | Doncaster Rovers     | 3 – 0]  | Cheltenham Town         | 5,345   |
| 25        | Arsenal              | 3 – 1]  | Plymouth Argyle         | 59,424  |
| 26        | Kettering Town       | 2 – 1]  | Eastwood Town           | 5,090   |
| 27        | Blyth Spartans       | 0 – 1]  | Blackburn Rovers        | 3,445   |
| 28        | Macclesfield Town    | 0 – 1]  | Everton                 | 6,008   |
| 29        | Watford              | 1 – 0]  | Scunthorpe United       | 8,690   |
| 30        | Sunderland           | 2 – 1]  | Bolton Wanderers        | 20,685  |
| 31        | Coventry City        | 2 – 0]  | Kidderminster Harriers  | 13,652  |
| 32        | Gillingham           | 1 – 2]  | Aston Villa             | 10,107  |

† – Após a prorrogação
Torquay United foi o único time a vencer um time de 3 níveis acima, enquanto o Hartlepool United foi o único a vencer um time de dois níveis acima.

## Quarta Fase
O sorteio da Quarta Fase da FA Cup aconteceu no dia 4 de janeiro de 2009. O sorteio tinha times dos seguintes níveis:
- 15 times da Premier League
- 13 times da Football League Championship
- 2 times da Football League One
- 0 times da Football League Two
- 2 times da Conference National

O sorteio foi conduzido por Roberto Di Matteo e Dave Beasant. A maioria das partidas aconteceram no final de semana de 24 de janeiro de 2009.
Uma falha técnica durante a transmissão da ITV do jogo desempate entre Everton e Liverpool levou a milhões de telespectadores a perderem o gol vencedor de Dan Gosling, do Everton, na prorrogação. A cobertura da partida foi interrompida temporariamente por comerciais, e após o restauro do sinal, só se pode ver a comemoração dos jogadores do Everton. A ITV recebeu milhares de reclamações por causa do erro, com muitos questionando a capacidade da ITV de transmitir futebol ao vivo, devido especialmente ao contrato de £275 milhões com a Football Association. Após isso, a ITV pediu desculpas publicamente.
| Número    | Casa                    | Placar  | Visitante            | Público |
| --------- | ----------------------- | ------- | -------------------- | ------- |
| 1         | Liverpool               | 1 – 1]  | Everton              | 43,524  |
| desempate | Everton                 | 1 – 0]† | Liverpool            | 37,918  |
| 2         | Manchester United       | 2 – 1]  | Tottenham Hotspur    | 75,014  |
| 3         | Hull City               | 2 – 0]  | Millwall             | 18,639  |
| 4         | Sunderland              | 0 – 0]  | Blackburn Rovers     | 22,634  |
| desempate | Blackburn Rovers        | 2 – 1]† | Sunderland           | 10,112  |
| 5         | Hartlepool United       | 0 – 2]  | West Ham United      | 6,849   |
| 6         | Sheffield United        | 2 – 1]  | Charlton Athletic    | 15,957  |
| 7         | Cardiff City            | 0 – 0]  | Arsenal              | 20,079  |
| desempate | Arsenal                 | 4 – 0]  | Cardiff City         | 57,237  |
| 8         | Portsmouth              | 0 – 2]  | Swansea City         | 17,357  |
| 9         | Chelsea                 | 3 – 1]  | Ipswich Town         | 41,137  |
| 10        | Doncaster Rovers        | 0 – 0]  | Aston Villa          | 13,517  |
| desempate | Aston Villa             | 3 – 1]  | Doncaster Rovers     | 24,203  |
| 11        | West Bromwich Albion    | 2 – 2]  | Burnley              | 18,294  |
| desempate | Burnley                 | 3 – 1]  | West Bromwich Albion | 6,635   |
| 12        | Torquay United          | 0 – 1]  | Coventry City        | 6,018   |
| 13        | Kettering Town          | 2 – 4]  | Fulham               | 5,406   |
| 14        | Watford                 | 4 – 3]  | Crystal Palace       | 10,006  |
| 15        | Derby County            | 1 – 1]  | Nottingham Forest    | 32,035  |
| desempate | Nottingham Forest       | 2 – 3]  | Derby County         | 29,001  |
| 16        | Wolverhampton Wanderers | 1 – 2]  | Middlesbrough        | 18,013  |

† – Após prorrogação

## Quinta Fase
O sorteio para a Quinta Fase foi no dia 25 de janeiro de 2009. O sorteio tinha 10 times da Premier League e 6 da Football League Championship, e foi conduzido por Gary Mabbutt e Gary Pallister. As partidas da Quinta Fase aconteceram no final de semana de 14 de fevereiro de 2009, com exceção do jogo entre Arsenal e Burnley, após o jogo desempate da Quarta Rodada de Arsenal contra Cardiff City ser adiado por causa da neve. A partida foi jogada no dia 8 de março de 2009.
| Número    | Casa             | Placar | Visitante         | Público |
| --------- | ---------------- | ------ | ----------------- | ------- |
| 1         | Sheffield United | 1 – 1] | Hull City         | 22,283  |
| desempate | Hull City        | 2 – 1] | Sheffield United  | 17,239  |
| 2         | Watford          | 1 – 3] | Chelsea           | 16,851  |
| 3         | West Ham United  | 1 – 1] | Middlesbrough     | 33,658  |
| desempate | Middlesbrough    | 2 – 0] | West Ham United   | 15,602  |
| 4         | Blackburn Rovers | 2 – 2] | Coventry City     | 15,053  |
| desempate | Coventry City    | 1 – 0] | Blackburn Rovers  | 22,793  |
| 5         | Derby County     | 1 – 4] | Manchester United | 32,103  |
| 6         | Swansea City     | 1 – 1] | Fulham            | 16,573  |
| desempate | Fulham           | 2 – 1] | Swansea City      | 12,316  |
| 7         | Everton          | 3 – 1] | Aston Villa       | 35,439  |
| 8         | Arsenal          | 3 – 0] | Burnley           | 57,454  |

## Fases Finais

### Quartas de finais
O sorteio das Quartas de finais aconteceu no dia 15 de fevereiro de 2009. Continha 7 times da Premier League e Coventry City da Football League Championship. Foi conduzido por Frank McLintock e Graeme Souness. As partidas foram jogadas no final de semana de 7 de março de 2009, com exceção do jogo entre Arsenal e Hull City, que foi jogada no dia 17 de março.
| 7 de Março de 2009 | Coventry City | 0 – 2   | Chelsea               | Ricoh Arena, Coventry                  |
| 12:30 GMT          |               | Report] | Drogba 15' · Alex 72' | Público: 31,407 Árbitro: Steve Bennett |

| 7 de Março de 2009 | Fulham | 0 – 4   | Manchester United                      | Craven Cottage, London                        |
| 17:15 GMT          |        | Report] | Tévez 20', 35' · Rooney 50' · Park 81' | Público: 24,662 Árbitro: Mike Dean (Cheshire) |

| 17 de Março de 2009 | Arsenal                    | 2 – 1   | Hull City  | Emirates Stadium, London                             |
| 19:45 GMT           | Van Persie 74 · Gallas 84' | Report] | Barmby 13' | Público: 55,641 Árbitro: Mike Riley (West Yorkshire) |

| 8 de Março de 2009 | Everton                | 2 – 1   | Middlesbrough | Goodison Park, Liverpool                          |
| 16:00 GMT          | Fellaini 50 · Saha 56' | Report] | Wheater 44'   | Público: 37,856 Árbitro: Mark Halsey (Lancashire) |

### Semi-finais
O sorteio para as semifinais aconteceu no dia 8 de março de 2009, e foi conduzido por Bob Wilson e Joe Royle. As semifinais foram jogadas no Wembley Stadium, no final de semana de 18 de abril de 2009. Ao contrário das rodadas anteriores, não teria jogos de desempate nas fases anteriores; se necessário, haveria prorrogação, e uma disputa de pênaltis caso continuasse o empate.
| 18 de Abril de 2009 | Arsenal     | 1 – 2   | Chelsea                  | Wembley Stadium, London                                   |
| 17:15               | Walcott 18' | Report] | Malouda 33' · Drogba 84' | Público: 88,103 Árbitro: Martin Atkinson (West Yorkshire) |

| 19 de Abril de 2009 | Manchester United | 0 – 0 (a.e.t.) | Everton | Wembley Stadium, London |
| 16:00               |                   | Report]        |         | Público: 88,141         |

|                                   |       | Penalidades                            |  |
| Berbatov Ferdinand Vidić Anderson | 2 – 4 | Cahill Baines Neville Vaughan Jagielka |  |

### Final
| 30 de Maio de 2009 | Chelsea                  | 2 – 1 | Everton | Wembley Stadium, Londres             |
|                    | Drogba 21' · Lampard 72' |       | Saha 1' | Público: 89,391 Árbitro: Howard Webb |

| Campeão                     |
| --------------------------- |
|                             |
| Chelsea Campeão (5º título) |

## Artilharia
Os artilheiros da FA Cup 2008-09 ( a partir da Primeira Fase) são os seguintes:
| Posição | Marcador            | Clube               | Gols |
| ------- | ------------------- | ------------------- | ---- |
| 1       | Nicolas Anelka      | Chelsea             | 4    |
| 1       | Matt Fryatt         | Leicester City      | 4    |
| 1       | Gary Hooper         | Scunthorpe United   | 4    |
| 1       | Robin van Persie    | Arsenal             | 4    |
| 1       | Craig Westcarr      | Kettering Town      | 4    |
| 6       | Afonso Alves        | Middlesbrough       | 3    |
| 6       | Michael Ballack     | Chelsea             | 3    |
| 6       | Andy Barcham        | Gillingham          | 3    |
| 6       | Jermaine Beckford   | Leeds United        | 3    |
| 6       | Didier Drogba       | Chelsea             | 3    |
| 6       | Louis Dodds         | Port Vale           | 3    |
| 6       | Eduardo             | Arsenal             | 3    |
| 6       | Greg Halford        | Sheffield United    | 3    |
| 6       | Matt Harrold        | Wycombe Wanderers   | 3    |
| 6       | Rob Hulse           | Derby County        | 3    |
| 6       | Andy Johnson        | Fulham              | 3    |
| 6       | Frank Lampard       | Chelsea             | 3    |
| 6       | Adam le Fondre      | Rochdale            | 3    |
| 6       | Jack Lester         | Chesterfield        | 3    |
| 6       | Craig Mackail-Smith | Peterborough United | 3    |
| 6       | James Milner        | Aston Villa         | 3    |
| 6       | Roman Pavlyuchenko  | Tottenham Hotspur   | 3    |
| 6       | Jason Scotland      | Swansea City        | 3    |
| 6       | Steven Thompson     | Burnley             | 3    |